# Lech Poznań (kajakarstwo)
Lech Poznań (kajakarstwo) – nieistniejąca sekcja polskiego klubu Lech Poznań. Sekcja kontynuowała tradycje Grona Miłośników Sportu z pod poznańskiego Lubonia, które zostało założone w 1931 roku. Sekcja wychowała dziewięciu mistrzów Polski i dwunastu wicemistrzów Polski w kajakarstwie oraz zdobywców trzydziestu pięciu tytułów mistrzów Wielkopolski. Największe sukcesy zdobywali na początku lat 50. i połowie lat 60 XX wieku. W 1968 roku sekcja kajakowa KKS Lech Poznań została przekazana poznańskiej Warcie.

## Największe sukcesy
- Mistrzostwo Polski (9 razy)
- Wicemistrzostwo Polski (12 razy)
- Brązowy medal Mistrzostw Polski (8 razy)
- Mistrzostwo Wielkopolski (35 razy)

## Historia
1 stycznia 1931 roku powstało lubońskie Grono Miłośników Sportu, a jego założycielami byli: Stanisław Szajek, Stefan i Adam Roszykowie, Wojciech i Jan Trittowie oraz Maksymilian Krawczyński. Pierwsze sukcesy pojawiły się już w 1932 roku. S. Szajek i J. Tritt wzięli wtedy udział w długodystansowym wyścigu na trasie Poznań-Puszczykowo-Poznań i zajęli w nim 1 miejsce. GMS należało do pierwszych organizacji sportowych, które reaktywowały się po wojnie. Swoją działalność wznowiło 29 lipca 1945 roku, by już po roku znaleźć się w krajowej czołówce. W dniu 29 września rozegrano, również na Rusałce I powojenne mistrzostwa Polski pod patronatem Edwarda Osóbki-Morawskiego, premiera Rządu Jedności Narodowej. Tytuł wicemistrzyni kraju wywalczyła wówczas Stefania Szajkówna, a 3. miejsce zajęli Henryk Roszyk i Edmund Żygulski w dwójkach. W 1947 roku Szajkówna na mistrzostwach w Czechowicach zdobyła złoto w jedynkach, a E. Żygulski z M. Wilińskim srebro w dwójkach. W 1948 roku na Rusałce kolejny tytuł zdobyła Szajkówna, a laur wicemistrzowski na dystansie 10 kilometrów wywalczył Edmund Żygulski. W 1949 roku działacze GMS postanowili związać dalsze losy kajakarzy z klubem kolejarskim. W październiku 1949 roku kajakarze GMS znaleźli się w szeregach ZZK. W 1949 roku trzeci tytuł do kolekcji dołożyła Stefania Szajkówna. Aż trzy tytuły wicemistrzowskie zdobył Jan Szajek, a Henryk Szymkowiak dwa razy stawał na najniższym stopniu podium. W 1950 roku w Szczecinie. Lubonianka Stefania Szajkówna po raz czwarty zdobyła mistrzostwo Polski w konkurencji jedynek a z Felicją Haraszkiewiczówną zdobyła mistrzostwo w dwójce. Na krótkim dystansie wicemistrzostwo zdobył H. Szymkowiak, a wspólnie z J. Szajkiem wywalczył drugą lokatę w wyścigu długodystansowym. W mistrzostwach Polski juniorów Urszula Szajkowska z Zofią Gerkówną zdobyły mistrzostwo Polski w dwójkach, a w jedynkach ta pierwsza ustąpiła tylko Dzierżbickiej ze Stali. W 1951 roku Szajkowska ratuje honor sekcji, zdobywając mistrzowski laur na dystansie 500 m. Od 1953 roku, kiedy z sekcji odeszła Szajkowska, reprezentanci Kolejarza przestali się liczyć na wielkich torach regatowych. Tylko Edmund Żygulski, 7-krotny wicemistrz Polski, wciąż rywalizował z najlepszymi. Nadzieje odżyły jeszcze raz, kiedy w mistrzostwach Polski w 1964 roku w Elblągu Eugeniusz Sierecki zdobył w jedynkach pierwsze miejsce i powtórzył ten sukces w dwójkach wspólnie z Andrzejem Michalakiem. Zawodnicy ci potwierdzili swą formę podczas strefowych mistrzostw Polski, zajmując ponownie 1. miejsce. Piękna karta sukcesów sekcji kajakarskiej KKS Lech Poznań została zamknięta w 1968 roku. Decyzją kierownictwa klubu sekcja kajakowa KKS Lech została przekazana Warcie Poznań.